# Upper East Side
În jurul anului 1900, înaltă societate new-yorkeza s-a mutat în această zonă. Astăzi, vilele și casele lor, acum muzee sau ambasade, sunt grupate în jurul Muzeului Metropolitan de Artă de pe Fifth Avenue. Elita orașului mai ocupă încă mari apartamente în clădirile de lux, dar mai departe, spre est, găsim magazine germane și cehe, precum și biserici.